# (6366) Rainerwieler
(6366) Rainerwieler es un asteroide perteneciente al cinturón de asteroides, región del sistema solar que se encuentra entre las órbitas de Marte y Júpiter, descubierto el 24 de octubre de 1981 por Schelte John Bus desde el Observatorio  Monte Palomar.

## Designación y nombre
Designado provisionalmente como 1981 UM22. Fue nombrado por Rainer Wieler (n. 1949), profesor del Instituto de Geología Isotópica y Recursos Minerales de ETH Zürich, ha utilizado análisis de nucleidos cosmogénicos y gases nobles en meteoritos para comprender las condiciones de su formación temprana, así como su historia posterior de exposición y eyección.

## Características orbitales
(6366) Rainerwieler está situado a una distancia media del Sol de 3,168 ua, pudiendo alejarse hasta 3.388 ua y acercarse hasta 2.948 ua. Su excentricidad es 0.070 y la inclinación orbital 3,678 grados. Emplea 2059,53 días en completar una órbita alrededor del Sol.
Los próximos acercamientos a la órbita de Júpiter ocurrirán el 22 de junio de 2083, el 7 de marzo de 2094 y el 25 de noviembre de 2104.

## Características físicas
La magnitud absoluta de (6366) Rainerwieler es 12,34. Tiene 15,046 km de diámetro y su albedo se estima en 0.163.